# 서울공연예술고등학교
서울공연예술고등학교(서울公演藝術高等學校)는 대한민국 서울특별시 구로구 궁동에 위치한 사립 고등학교이다.

## 학교 연혁
- 1966년 3월 6일 : 학교설립
- 1984년 7월 27일 : 학교법인 문성학원 설립 허가
- 1992년 3월 2일 : 정희여자상업고등학교 승인
- 1996년 2월 26일 : 김은옥 이사장 취임
- 1996년 10월 2일 : 청은학원, 은일여자정보산업고등학교로 법인명 및 교명 변경
- 2001년 10월 15일 : 은일정보산업고등학교로 교명 변경
- 2008년 1월 13일 : 예술계 특목고 승인. 공연예술과, 영상예술과, 무대미술과
- 2008년 9월 1일 : 구로구 궁동 신축교사로 이전
- 2020년 9월 1일 : 제3대 임호성 교장 취임
- 2021년 7월 27일 : 고인경 이사장 취임
- 2022년 2월 : 2021학년도 졸업 (졸업생 266명) 총 졸업생 13,265명
- 2022년 3월 : 2022학년도 신입생 242명 입학

## 설치 학과
- 실용음악과
- 연극영화과
- 실용무용과
- 무대미술과

## 참고 자료
- 서울공연예술고등학교 - 한국교육학술정보원 학교알리미